# Harpenden Town
Harpenden Town är en parish i distriktet St Albans i grevskapet Hertfordshire i England, i den södra delen av Storbritannien, 40 km norr om huvudstaden London. Det inkluderar Harpenden, Batford, Cold Harbour, Harpenden Common och Hatching Green. Civil parish hade 30 581 invånare år 2021.